# Harry Pollitt

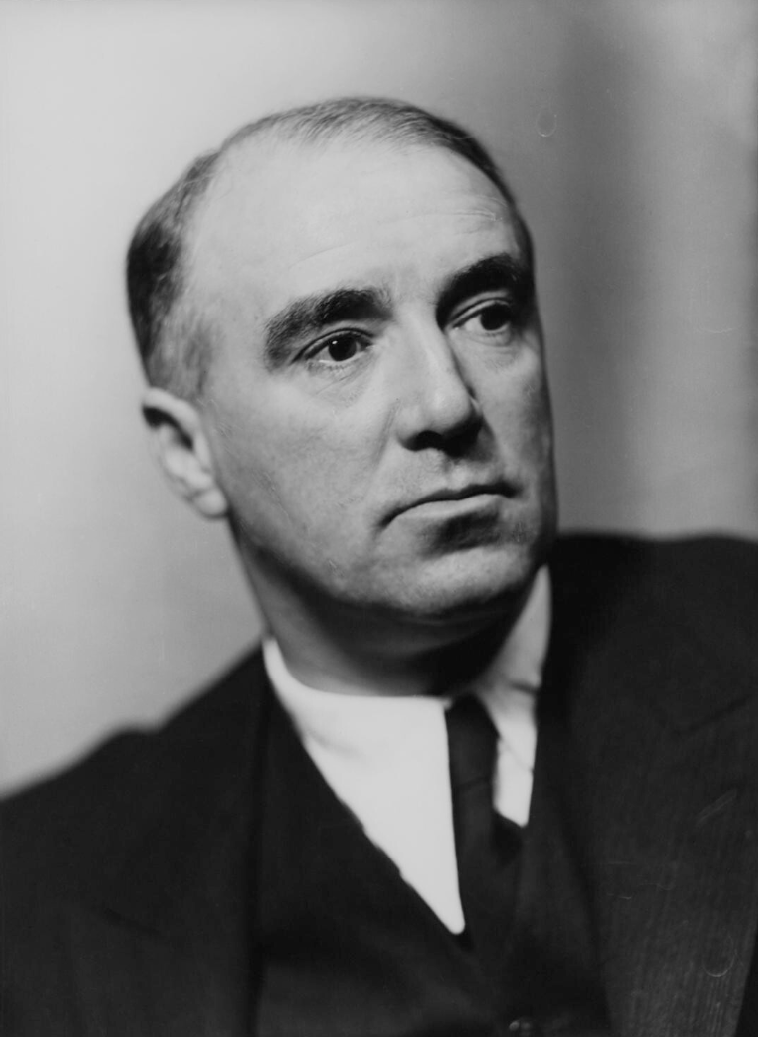
Harry Politt

Harry Pollitt (ur. 22 listopada 1890 w Droylsden, zm. 27 czerwca 1960) – brytyjski działacz komunistyczny.
W 1920 był jednym z założycieli Komunistycznej Partii Wielkiej Brytanii, w latach 1929-1939 i 1941-1956 jej sekretarzem generalnym, a 1956-1960 przewodniczącym. We wrześniu 1939 poparł wypowiedzenie przez Wielką Brytanię wojny Niemcom, po 17 września 1939 usunięty ze stanowiska. Ponownie usunięty w 1956 jako admirator Stalina. W 1940 napisał Autobiografię, wydaną w Polsce dziesięć lat później.